# HR 4523
Désignations
HR 4523 ou HD 102365 est une étoile binaire située à environ ∼ 30,4 a.l. (∼ 9,32 pc) de la Terre dans la constellation du Centaure.

## Propriétés
L'étoile primaire, désignée HR 4523 A, est une naine jaune de type spectral G2V. Sa masse est d'environ 70 % celle du Soleil et sa luminosité de 85 %. Il s'agit donc d'une étoile assez similaire au Soleil. La deuxième étoile, HR 4523 B, est une naine rouge de type spectral M4V. Sa masse et sa luminosité sont insignifiantes par rapport au Soleil. Les deux étoiles sont séparées de 235 ua.

## Système planétaire
Une planète de type Neptune, qui serait environ 16 fois plus massive que la Terre, a été découverte en orbite autour de HR 4523 A, l'étoile primaire. Sa période orbitale est de 122,1 jours. Un examen du système dans l'infrarouge n'a pas permis d'y détecter un excès d'émission qui aurait sinon indiqué la présence d'un disque de débris circumstellaire.
| Planète | Masse           | Demi-grand axe (ua) | Période orbitale (jours) | Excentricité | Inclinaison | Rayon |
| ------- | --------------- | ------------------- | ------------------------ | ------------ | ----------- | ----- |
| b       | 0,05 ± 0,008 MJ | 0,46 ± 0,04         | 122,1 ± 0,3              | 0,34 ± 0,14  |             |       |